# 생방송 오늘 (대전MBC)
《생방송 오늘》은 대전MBC 표준FM에서 평일 저녁 6시 5분부터 저녁 7시까지 방송했던 퇴근길 시사 프로그램이다. 2020년 11월 13일 자로 6년만에 폐지되었다.